# Лісій I
Лісій I Анікет (Непереможний) (*Λυσίας ὁ Ἀνίκητος, д/н — 110 до н. е.) — індо-грецький цар у Паропамісадах та Арахозії у 120 до н. е.—110 до н. е. роках.

## Життєпис
Походив з династії Євтидемідів. Стосовно батьків немає певних відомостей. Став панувати після смерті царя Зоїла I у 120 році до н. е. Намагався підтвердити своє походження від відомого греко-бактрійського царя Деметрія I. Можливо, намагаючись підтвердити права на трон чи сподіваючись відвоювати Греко-Бактрійську державу. Відомий насамперед своїм срібними та бронзовими монетами, де присутнє зображення Геракла і слона.
Можливо, наприкінці свого володарювання розділив владу з Антіалкідом I. Про його стосунки зі Стратоном I, що панував у Гандхарі, невідомо. Помер у 110 році до н. е.